# 西巴尔扎滨海县
西巴尔扎滨海县是冰岛的一个旧县，位于西北部的西峡湾区。县名源于巴尔扎海滩（Barðaströnd），与东巴尔扎滨海县合称“巴尔扎滨海县”（Barðastrandarsýsla）。
比亚尔格角是冰岛和欧洲的最西点。村镇有克罗斯菲亚扎内斯、雷克侯拉尔、韦斯特比格兹和陶爾克納菲厄澤。出名的地方有弗拉泰島和最西角的拉特拉尔角（Látrabjarg）。